# Karl Romstorfer
Karl Adolf Romstorfer (n. 17 martie 1854, Aigen⁠(d), Salzburg, Imperiul Austriac – d. 24 septembrie 1916, Viena, Austro-Ungaria) a fost un arhitect austriac, înalt funcționar guvernamental, director al Școlii de Comerț din Salzburg, curator și editor al mai multor lucrări științifice.

## Biografie
Tatăl său era comerciant de vin. Karl A. Romstorfer a urmat cursurile Școlii Regale și ale Universității Tehnice din Viena, după absolvirea cărora a urmat un an serviciul militar obligatoriu. Întors din armată, a lucrat cinci ani ca arhitect în construcții. Cunoștințele practice dobândite și calitățile pedagogice au determinat selectarea sa ca profesor la școlile tehnice. A lucrat un an ca asistent la Universitatea Tehnică din Viena, trei ani ca director al Școlii Tehnice din Bergreichenstein (Boemia), 11 ani ca profesor și 9 ani ca director la Școala Industrială de Stat din Cernăuți.
El a realizat mai multe lucrări artistice, restaurarea de construcții de stil arhitectonic moldo-bizantin, trei construcții rezidențiale din lemn etc. Interesul său s-a manifestat în primul rând în realizarea de lucrări de artă arhitectonică, în special arhitectura castelelor și cetăților bizantine, precum și a clădirilor din lemn. Ca arhitect, el a fost implicat în realizarea a numeroase construcții, cum ar fi școli, capele, biserici, în special în stil moldo-bizantin, palate și castele din Austria, Ungaria, România și Baden-Württemberg (Germania). Mai multe proiecte de construcții realizate de el au primit premii.
Pentru meritele sale a fost numit comandor al Ordinului Coroana României și cavaler al Ordinului Franz Joseph. Regele României i-a acordat Medalia „Bene Merenti” de aur. El a fost fondator al Muzeului Național al Bucovinei, membru al Societății Agricole Imperiale din Viena, al Camerei de Comerț și Industrie a Bucovinei din Cernăuți și al Asociației "Arta românească" din Budapesta.
Karl Romstorfer a fost căsătorit cu Melanie, cu care a avut doi copii: Erwald (n. 1891) și Irmfried (n. 1896).

## Lucrări în Bucovina
Karl A. Romstorfer s-a ocupat de restaurarea unor importante monumente istorice și de arhitectură ale Bucovinei, cum ar fi:
- Cetatea de Scaun a Sucevei - a efectuat primele săpături arheologice (1895-1904), a consolidat părțile amenințate de prăbușire (1897-1903)
- Cetatea Șcheia - a fost primul care a cercetat ruinele cetății, lăsând și câteva note asupra observațiilor făcute
- Biserica "Mirăuți" - a reconstruit-o din temelie în perioada 1898-1903
- Mănăstirea Putna - a restaurat clădirea bisericii (1901-1902)
- Biserica "Sfinții Apostoli Petru și Pavel" din Solca - a restaurat biserica, demolând zidurile despărțitoare dintre pronaos și naos (care încadrau camera mormintelor) și mutând una din vechile uși interioare în peretele sudic al încăperii mormintelor unde s-a deschis o nouă intrare în biserică (1901-1902)
- Mănăstirea "Sfântul Ioan cel Nou" de la Suceava - a restaurat Biserica „Sf. Gheorghe” în perioada 1904-1910, dându-i acoperișului forma actuală din țiglă colorat-smălțuită și înlocuindu-se portalul intrării în pridvor. A restaurat și turnul-clopotniță, adăugându-i un etaj și decorând partea superioară a zidurilor cu firide și cu ocnițe.
- Biserica "Sfântul Gheorghe" din Bosanci - a realizat planurile după care a fost construită biserica; biserica a fost sfințită în 1907

## Lucrări
- "Cetatea Sucevii descrisă pe temeiul propriilor cercetări făcute între anii 1895-1904" (Institutul de Arte Grafice "Carol I", București, 1913) - monografie a Cetății Sucevei, 170 pagini+12 planșe anexate, 113 ilustrații în text